# Ruda (Szwecja)
Ruda – miejscowość (tätort) w Szwecji, w regionie administracyjnym (län) Kalmar, w gminie Högsby.
Według danych Szwedzkiego Urzędu Statystycznego liczba ludności wyniosła: 652 (31 grudnia 2015), 714 (31 grudnia 2018) i 683 (31 grudnia 2019).